# Bulbul à ventre marron
Alophoixus ruficrissus
Espèce
Statut de conservation UICN

LC : Préoccupation mineure
Le Bulbul à ventre marron (Alophoixus ruficrissus) est une espèce d'oiseaux de la famille des Pycnonotidae et du genre Alophoixus.

## Répartition et sous-espèces
Cet oiseau est répandu à travers les montagnes de Bornéo.
Selon la classification de référence du Congrès ornithologique international (15.1, 2025) il se répartit en trois sous-espèces :
- Alophoixus ruficrissus meratusensis — monts Meratus (en) ;
- Alophoixus ruficrissus fowleri — forêts pluviales de montagne de Bornéo ;
- Alophoixus ruficrissus ruficrissus — mont Kinabalu.

## Classification
L'espèce Alophoixus ruficrissus a été décrite pour la première fois en 1879 par l'ornithologue britannique Richard Bowdler Sharpe (1847-1909) sous le protonyme Criniger ruficrissus,.

## Publication originale
- (en) R. Bowdler Sharpe, « On Collections of Birds from Kina Balu Mountain, in North-western Borneo », Proceedings of the Zoological Society of London, Londres, ZSL, vol. 47, no 1,‎ 1879, p. 245–249 (ISSN 0370-2774, OCLC 1779524, BNF 32843178, DOI 10.1111/J.1096-3642.1879.TB02653.X, lire en ligne).